# Stigmella torminalis
Stigmella torminalis là một loài bướm đêm thuộc họ Nepticulidae. Nó là loài duy nhất được tìm thấy ở one locality in Đảo Anh và two records in Đức.
Sải cánh dài 4–5 mm.
Ấu trùng ăn Sorbus torminalis. Chúng ăn lá nơi chúng làm tổ. 